# Partie de chasse (film)
 (mars 2019).
Si vous disposez d'ouvrages ou d'articles de référence ou si vous connaissez des sites web de qualité traitant du thème abordé ici, merci de compléter l'article en donnant les références utiles à sa vérifiabilité et en les liant à la section « Notes et références ».
Pour plus de détails, voir Fiche technique et Distribution.
Partie de chasse (Hop, Look and Listen) est un dessin animé Looney Tunes réalisé par Robert McKimson et met en scène Sylvestre le chat et Hippety Hopper sorti en 1948.